# Stevan Milošević
Stevan Milošević (cyr. Стеван Милошевић; ur. 3 października 1985 w Barze) – czarnogórski koszykarz, występujący na pozycji środkowego.
W 2009 roku rozegrał dwa spotkania w ramach letniej ligi NBA, w barwach Orlando Magic.
17 sierpnia 2015 roku został zawodnikiem Polskiego Cukru Toruń.

## Osiągnięcia
Drużynowe
- Mistrz[3]:
  - Ligi Adriatyckiej (2010)
  - Czarnogóry (2007)
  - Gruzji (2014)[4]
- 2-krotny wicemistrz Gruzji (2012, 2013)[4]
- Zdobywca Pucharu[3]:
  - Czarnogóry (2007)
  - Serbii (2010)
- Finalista:
  - pucharu[4]:
    - Cypru (2011)[3]
    - Gruzji (2013)

  - Superpucharu Gruzji (2014)

Indywidualne
- MVP[4]:
  - gruzińskiego All-Star Game (2014)
  - Superpucharu Gruzji (2014)
  - 24. kolejki TBL (2015/16)[5]
- Środkowy Roku ligi gruzińskiej (2013)[4]
- All-Georgian League Bosman Player of the Year (2013)[4]
- Zaliczony do składów[4]:
  - All-Georgian League 1st Team (2013)
  - Georgian League All-Bosmans Team (2013)
  - All-Romanian League 2nd Team (2015 wg Eurobasket.com)
  - Romanian League All-Bosmans Team (2015 wg Eurobasket.com)
- 2-krotny uczestnik gruzińskiego All-Star Game (2013, 2014)[4]